# Claude Bartolone
Claude Bartolone (Tunes, 29 de julho de 1951) é um político francês, filiado ao Partido Socialista. É, desde 26 de junho de 2012, o Presidente da Assembleia Nacional, a câmara baixa do Parlamento francês. Bartolone foi também "Ministro da Cidade", de 1998 a 2002, durante a presidência de Jacques Chirac. Na Assembleia, Bartolone é integrante do "Grupo Socialista".